# Лахіш
Лахіш (івр. לכיש, грец. Λαχις, лат. Lachis) — стародавнє біблійне місто, що розташовувалось у південному Ханаані, нині Тель-ед-Дувейр (Тель-Лахіш) в Ізраїлі. Вперше згадується в амарнських табличках як Лакіша.

## Географія
Місто розташовувалось за 30 км на південний схід від Ашкелона та за 23 км на захід від Хеврона.
1994 року Ізраїль оголосив місце розташування Лахіша та його околиці археологічним парком національного значення.

## Історія
Місто було засновано у 3-му тисячолітті до н. е., укріплено на початку 2-го тисячоліття до н. е. Відповідно до Біблії Лахіш зруйнував Ісус Навин. Місто було відновлено за часів царя Соломона, і від того часу було важливим укріпленим пунктом на південному кордоні Юдейського царства на караванному шляху з півдня Середземноморського узбережжя до Юдейських гір.
Місто також згадується в Біблії серед тих, що їх укріпив цар Ровоам. Лахіш знову був зруйнований під час походу фараона Шешонка (імовірно, Шешонк I). 760 року до н. е. (за правління юдейського царя Озії) місто було пошкоджено в результаті землетрусу.
701 року до н. е. місто було захоплено та зруйновано під час походу ассирійського царя Сін-аххе-еріба на Юдейське царство. Барельєф, на якому зображено взяття Лахіша, було знайдено англійськими археологами у Ніневії, столиці Ассирії, й перевезено до Британського музею, де він міститься дотепер. Остаточно місто було зруйновано 586 року до н. е. під час походу Навуходоносора II на Юдейське царство.